# Espinosaure
Espinosaure (Spinosaurus) és un gènere de dinosaure teròpode megalosauroïdeu que visqué al nord Àfrica a mitjans del Cretaci (en l'època Cenomaniana, fa entre 95 i 93 milions d'anys). Fou descobert per primera vegada l'any 1912 a Egipte pel paleontòleg alemany Ernst Stromer. També se n'han trobat restes al Marroc i Níger.
L'espinosaure és el carnívor terrestre més llarg conegut; altres grans carnívors comparables inclouen altres teròpodes com ara Tyrannosaurus, Giganotosaurus i Carcharodontosaurus. L'estudi més recent suggereix que les estimacions anteriors de la mida del cos estan sobreestimades i que l'espècie més coneguda S. aegyptiacus assolia els 14 m. de longitud i 7,4 Tn. de massa corporal.